# Thouinia cubensis
Thouinia cubensis är en kinesträdsväxtart som beskrevs av Ludwig Radlkofer. Thouinia cubensis ingår i släktet Thouinia och familjen kinesträdsväxter. Inga underarter finns listade i Catalogue of Life.